# 2,5-Dimetoksi-4-metilamfetamin
2,5-Dimetoksi-4-metilamfetamin (DOM; poznat kao STP od engl. Serenity, Tranquility, and Peace) je psihodelik i supstituisani amfetamin. DOM je klasifikovan kao kontrolisana supstanca u većini zemalja. On se generalno koristi oralnim putem.